# Вазген I
Вазге́н I (арм. Վազգէն Ա., рум. Vazken Balgian, в миру Левон Абраами Балджян; 20 сентября (3 октября) 1908 — 18 августа 1994) — Верховный Патриарх и Католикос всех армян, первоиерарх Армянской Апостольской Церкви (1955—1994). Национальный Герой Армении (1994).

## Биография
Родился 20 сентября (3 октября) 1908 года в Бухаресте в семье сапожника и школьной учительницы. Учился в армянской школе Одессы, куда во время Первой мировой войны эвакуировались его родители; затем — в бухарестском лицее Мисакян-Кесимян, а в 1924—1926 годах — в Бухарестском высшем торговом училище. В 1929—1943 годах преподавал в армянских школах Бухареста.
В 1936 году окончил факультет литературы и философии Бухарестского университета, защитив дипломную работу на тему «Вопрос дисциплины в педагогике». Посещал семинары Педагогического института имени Титу Майореску и в 1937 году благополучно окончил его. С июня 1937 по май 1938 года издавал и редактировал культурно-обществоведческий научно-публицистический журнал «Эрк» («Пахота»).
В 1937—1942 годах Палчян, углубившись в религиозные вопросы, ближе познакомился с Армянской Церковью, её историей, исповеданием, правом, традициями, установил личный контакт с главой Румынской епархии — архиепископом Усиком Зограпяном, что и привело его к пастырскому служению.
В годы Второй мировой войны участвовал в деятельности Комитета помощи армянским военнопленным. В 1942 году в Афинах (в то время находившихся под германской военной администрацией) предстоятелем Греческой епархии ААЦ архиепископом Карапетом (Мазлумяном) был рукоположён в священники. В 1943—1944 годах обучался на богословском факультете Бухарестского университета.
В 1943 году получил степень вардапета и имя Вазген, был назначен местоблюстителем, а в 1947 году — предстоятелем Румынской епархии ААЦ.
29 мая 1948 года в Эчмиадзине католикосом Геворгом VI ему была присвоена степень верховного вардапета. 20 мая 1951 года в Эчмиадзине был рукоположён в епископы. В 1952 году избран в Румынский Комитет защиты мира. С 1954 года — член Верховного духовного совета Эчмиадзина. В декабре 1954 года получил в управление также и Болгарскую епархию ААЦ.
30 сентября 1955 года тайным голосованием был избран Верховным Патриархом и Католикосом всех армян; 2 октября того же года состоялась его интронизация.
В 1950—1960-х годах Вазген I объездил все армянские колонии мира. Благодаря его усилиям была сформирована основная часть зарубежных епархий Армянской Апостольской Церкви (1966).
Умер Вазген I 18 августа 1994 года в Эчмиадзине. Похороны состоялись 28 августа в Эчмиадзине.

## Встречи и интервью
12 мая 1956 года — Верховный Патриарх в Москве во время официального часового приёма у Председателя Совета Министров СССР Н. А. Булганина передал ему меморандум о церковной деятельности Святого Престола, а также отдельный меморандум с предложением о присоединении Нагорного Карабаха к Армянской ССР.
С первых же лет своего восшествия на Престол Вазген I развернул обширную церковностроительную и восстановительную деятельность — расширил Эчмиадзинскую резиденцию, вновь открыл духовную семинарию Геворгян, десятки лет молчавшие церкви и монастырские храмы (около 40), сформировал новые епархии. По его инициативе были учреждены церковные ордена «Сурб Григор Лусаворич», «Сурб Саак — Сурб Месроп», «Сурб Нерсес Шнорали». Неоспоримы его усилия в организации мероприятий, связанных с годовщинами Геноцида армян 1915 года (как на исторической родине, так и в Спюрке); в поддержке борьбы армян Нагорного Карабаха за объединение с Арменией, в создании Всеармянского фонда «Айастан». Его отеческим благословением был отмечен протокол референдума о независимости Армении.
Вазген I участвовал в международных конгрессах религиозных деятелей за мир, разоружение и установление справедливых отношений между народами, проходивших в Москве, Берлине, Хельсинки.
10 декабря 1988 года Вазген I выступил с телеобращением по республиканскому телевидению Армении в связи с разрушительным землетрясением, произошедшим тремя днями раньше.

## Сочинения
- О понятии личности (1938)
- Армяне Муса-дага в романе Франца Верфеля (1940)
- Хримян Айрик как воспитатель (1943)
- Уроки психологии
- Слово о Родине
- Под солнцем Отечества
- Задушевные письма армянским родителям!
- Жизнь и деятельность Св. Григора Нарекаци

## Награды
- Национальный Герой Армении (28.07.1994) — за исключительные заслуги в деле сохранения и умножения национальных и духовных ценностей.
- Орден Трудового Красного Знамени (19.09.1988) — за миротворческую деятельность и в связи с восьмидесятилетием со дня рождения.
- Орден Дружбы народов (19.09.1978) — за патриотическую деятельность в защиту мира и в связи с семидесятилетием со дня рождения.
- Орден «Знак Почёта» (19.09.1968) — за большую патриотическую деятельность в защиту мира и в связи с шестидесятилетием со дня рождения.
- Орден Звезды Румынии (Народная Республика Румыния, 1952).
- Золотая медаль Мира имени Фредерика Жолио-Кюри (1962) — за большой вклад в дело укрепления мира.
- Золотая медаль Советского комитета защиты мира (1968).

## Память

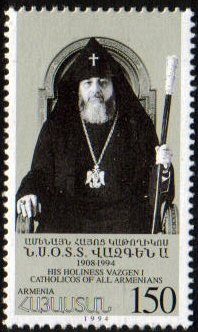
Почтовая марка Армении, 1994 год

- В честь Вазгена I семинария на Севанском полуострове названа «Вазгенян».
- В 2008 году в Центральном парке Эчмиадзин был установлен памятник Католикосу Всех армян Вазгену Первому.
- В городе Эчмиадзин одна из центральных улиц названа именем Вазгена I.
- В городе Ванадзор школа № 1 носит имя Вазгена Первого.
- В 1955 году был снят документальный фильм «Выборы Католикоса Вазгена I», режиссёр: В. Айказян.